# 浦城戰鬥
浦城戰鬥發生於1932年9月21日－23日，地點則是在中國閩北一帶。該戰鬥是國共內戰前期主要戰鬥之一，交戰一方為中華民國國民革命軍，另一方則為中國共產黨所領導之中國工農紅軍。最終結果为紅軍勝，并將浦城納入中央蘇區县